# 広島県道202号大竹停車場線
広島県道202号大竹停車場線（ひろしまけんどう202ごう おおたけていしゃじょうせん）は、広島県大竹市を通る一般県道である。

## 概要
JR西日本山陽本線 大竹駅前から国道186号交点を結ぶ。

### 路線データ
- 起点：大竹市新町1丁目（JR西日本山陽本線 大竹駅前）
- 終点：大竹市油見3丁目（みどり橋西詰交差点、国道186号交点）
- 総延長：516 m

## 歴史
- 2014年
  - 2月24日 - 広島県告示第109号により大竹市新町1丁目・大竹駅前交差点 - 大竹市油見3丁目・みどり橋西詰交差点間（466 m）の路線延伸[1]。
  - 3月31日 - 広島県告示第278号により大竹市新町1丁目・大竹駅前交差点 - 大竹市油見3丁目・みどり橋西詰交差点間は国道186号の指定から外れ、本路線単独となる[2]。

## 路線状況
もともとは、延長はわずか50 m（大竹市新町1丁目・大竹駅前交差点まで）であったが、2014年（平成26年）2月24日に大竹市油見3丁目・みどり橋西詰交差点まで延長された。
2014年（平成26年）3月31日をもって、延長部分の大竹駅前交差点 - みどり橋西詰交差点間は国道186号の指定から外れ、この路線単独となった。

## 地理

### 通過する自治体
- 大竹市

### 交差する道路
| 交差する道路 | 交差する場所        | 交差する場所              |
| ------------ | ------------------- | ------------------------- |
| 国道186号    | 油見（ゆうみ）3丁目 | みどり橋西詰交差点 / 終点 |

### 沿線
- JR西日本山陽本線 大竹駅